# Сіллавенго
Сіллавенго, Сіллавенґо (італ. Sillavengo, п'єм. Silavengh) — муніципалітет в Італії, у регіоні П'ємонт,  провінція Новара.
Сіллавенго розташоване на відстані близько 520 км на північний захід від Рима, 80 км на північний схід від Турина, 17 км на північний захід від Новари.
Населення — 570 осіб (2014).
Щорічний фестиваль відбувається 31 липня. Покровитель — San Germano.

## Демографія
Населення за роками:

Станом на 1 січня 2023 року в муніципалітеті офіційно проживало 39 іноземців з 10 країн, серед них 4 громадяни країн Євросоюзу та 5 громадян України.

## Сусідні муніципалітети
- Арборіо
- Бріона
- Карпіньяно-Сезія
- Кастеллаццо-Новарезе
- Гізларенго
- Ландьона
- Манделло-Вітта